# 格利泽581b
格利泽581b是一颗围绕红矮星格利泽581运转的太阳系外行星。

## 发现
该行星由法国和瑞士天文学家组成的团队发现，并于2005年11月30日对外公布。这是到当时为止所发现的最小的太阳系外行星之一。该发现进一步支持了小型恒星普遍拥有行星的观点。它还是到那时为止为止所发现的第5颗围绕红矮星运转的行星（前4颗分别为格利泽876的3颗行星和格利泽436b）。
发现团队使用智利拉西利亚天文台3.6米望远镜的高精度视向速度行星搜索器（High Accuracy Radial Velocity Planet Searcher，简称HARPS）发现该行星，当时HARPS观测到了其母星的颤动，这种现象证明了该行星的存在。
发现者在致《天文与天体物理学报》编辑的信中公布了发现结果。

## 轨道与质量
格利泽581b的质量至少为地球的16倍，接近于天王星。该行星并无凌日现象，这表明其交角小于88.1度。对格利泽581行星系统进行的动态模拟推断该型星系的三颗行星的轨道处于一个平面上，这意味着如果各颗行星的质量高到与10度甚至更小的轨道交角向对应，那么该系统将会变得不稳定。对格利泽581b来说，其质量上限大约为地球质量的90倍，接近于土星的质量。如果其达到这个上限，那么它必然拥有一个如同土星一般，甚至是如同HD 149026b一般的重元素内核。

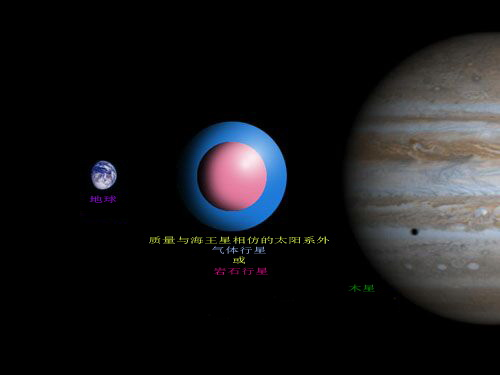
质量与海王星相仿的太阳系外气体行星或岩石行星与地球及木星的大小比较

格利泽581b十分接近其母星，公转周期为5.4个地球日，这表明其距离母星的平均距离为600万千米（0.041天文单位）。与之对比，水星距离太阳5,800万千米（0.387天文单位），公转周期为88个地球日。

## 特征
格利泽581b距其母星约0.04天文单位。其质量、温度等特性可能接近于格利泽436b，而在受母星运动，如日冕物质抛射的影响的情况下，其磁化系数则接近于格利泽436b和格利泽876d。由于在地球上观测，格利泽581b没有凌日现象，所以该行星的其他特性还无法被观测到。但通过对比格利泽581b和其他3颗行星及格利泽436b的轨道，至少可以肯定它们的结构是不同的。